# Jørgen Mads Clausen

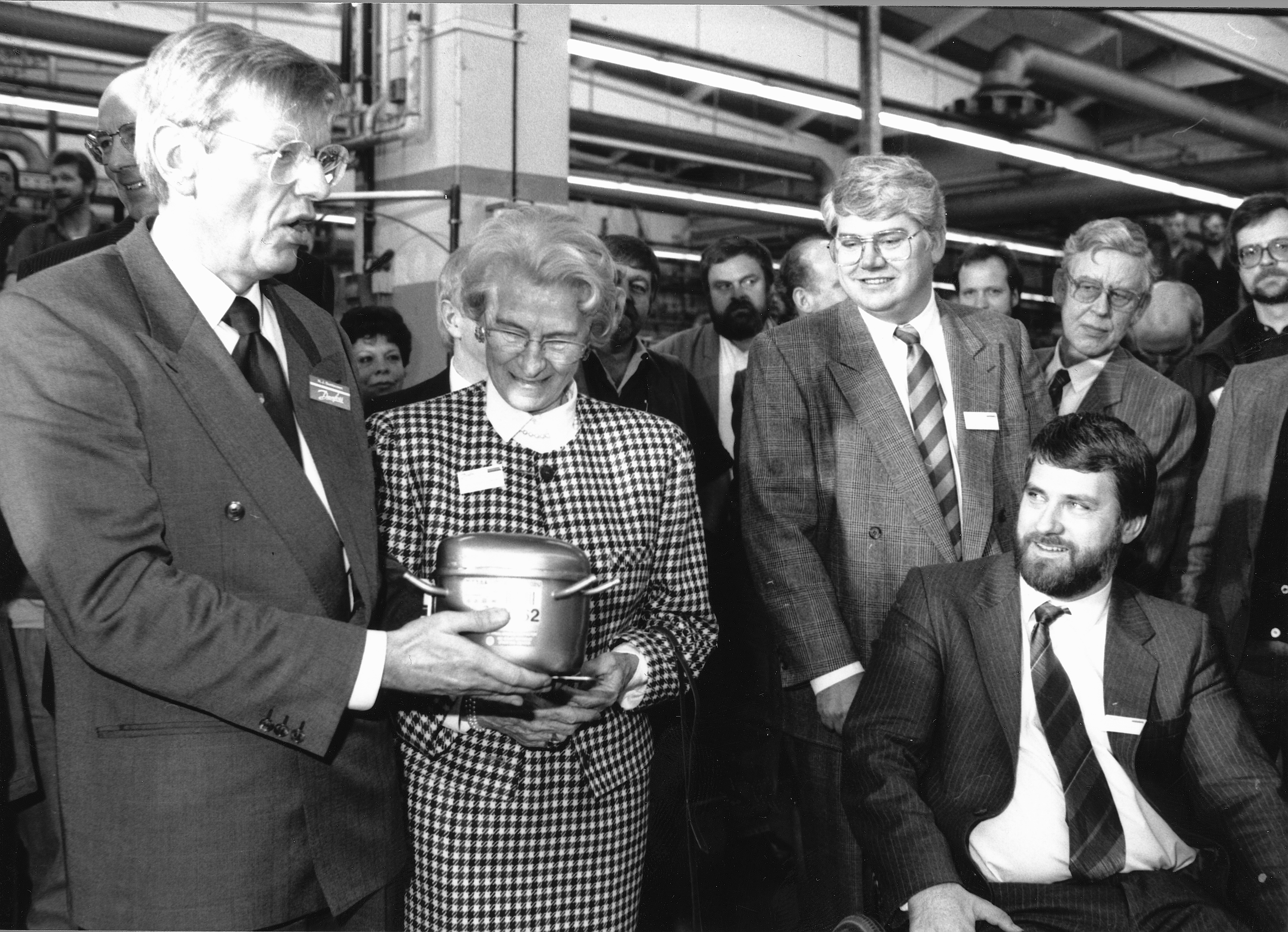
Jørgen Mads Clausen (dritter von links im Vordergrund, stehend)

Jørgen Mads Clausen (* 23. September 1948) ist ein dänischer Unternehmer.

## Leben
Clausen ist der Sohn des Danfoss-Gründers Mads Clausen und seiner Frau Bitten. Er leitete von 1996 bis 2008 das Unternehmen Danfoss als CEO. Nach Angaben des US-amerikanischen Forbes Magazine gehört Clausen zu den reichsten Dänen und ist 2005 in The World’s Billionaires gelistet. Clausen wurde am 9. Januar 2009 zum Ritter 1. Klasse des Dannebrogordens ernannt. Seit dem 11. Juni 2010 ist er Königlicher Kammerherr des dänischen Königshauses in Kopenhagen. Am 25. März 2022 erklärte Jørgen Mads Clausen auf der Jahreshauptversammlung sein Ausscheiden aus dem Verwaltungsrat von Danfoss.
Er ist mit Anette Clausen verheiratet und hat mit ihr die Kinder Marcus und Mads Clausen.